# Скитски език
Скитският език (или езици) е обобщаващо понятие за иранските езици и диалекти, разпространени на огромна територия в Източна Европа, Западен Сибир и Средна Азия между 8 век пр.н.е. и 5 – 6 век. Не са открити текстове на скитски език, освен списъци с лични имена в трудовете на Херодот (които сам той обявява за скитски и тълкува), Птолемей и други древни автори, както и в персийски и асирийски клинописни надписи.

## Периодизация
Традиционно историята на скитския език се разделя на три периода:
- скитски – 800 – 300 пр. Хр.
- сарматски език – 300 пр. Хр. – 400 сл. Хр.
- алански език – 400 – 1000 г. Като наследник на аланския език се смята съвременният осетински език, говорен в Северен Кавказ.

Според традиционното тълкуване (В. И. Абаев), скитски, сарматски, алански и осетински са различни стадии от развитието на един североирански език, който се отличава от останалите ирански езици в лексикално отношение. Според Абаев, скитски и сарматски са просто отделни диалекти на един общ език, а липсата на отделни скитски елементи в осетински той обяснява с по-късното им отпадане в процеса на историческо развитие на езика. Напоследък това тълкуване се преосмисля и се утвърждава мнението, че в района на север от Черно море и Кавказ са се говорели няколко различни ирански езика (Harmatta). Най-малко популярната теория (Фасмер) твърди, че скитски и сарматски (алански) са два различни ирански езика, но тя се потвърждава от сведенията на Херодот за различията между двата езика.

## Особености на скитския език
Необходимо е да се отбележи, че източниците за скитски и сарматски са съвършено различни. Скитската лексика се е запазила най-вече в отделни глоси и лични имена, докато речниковият състав на сараматския е почти напълно запазен в осетинския (Абаев 1949). Освен това остатъци от алански диалект са запазени в аланско-унгарски речник от 16 век (Németh 1959).
Крайно оскъдният материал позволява да се отделят не повече от 200 словоформи от скитския език, запазени и възстановени въз основата на лични имена, които изрично се определят като скитски от древните източници (Херодот, Плиний и др.). Издаденият през 1979 г. от съветския езиковед-иранист В. И. Абаев очерк „Скифо-сарматские наречия“ съдържа списък с възстановени лексеми въз основата на лични имена. Ето някои от възстановените от Абаев лексеми:
- *abra- „небе“: Αβραγος, Αβροαγος, Αβροζεος
- *ardar- „господар, княз“: Αρδαρος, Αρδαρακος, Αρδαρισκος
- *arsa- „мечка“: Αρσακης, Αρσηοαχος
- *aurusa- „бял“: Αορσοι, Αλανορσοι, Ορσιομιχος
- *bala- „военна дружина“: Παλοι, Ουαστοβαλος, Ουαρβαλακος
- *danta- „зъб“: Δανδακη, Δανδαξαρζος
- *gasti- „гост“: Γαστεις, Γαστης
- *gau- „крава“: Γαος, Γωαρ, Αγαυοι
- *xvar- „слънце“: Χοροαθος, Χοροξαθος, Χοφραζμος
- *maisa-/*maia- „овца“: Μαισης
- *nav- „кораб“: Ναβαζος
- *sauka- „огън“: Σογος, Ρασσογος

Трябва да се отбележат следните особености на скитски език, които го отличават от сарматския (аланския), изложени според студията (Витчак 1992):
- Иранско *d > сарматско d/δ ~ скитско l. В скитски за разлика от сарматски по времето на Херодот (първата половина на V в. пр. Хр.) иранското *d през стадий на зъбно проходно (търкаво/фрикативно) /δ/ се е развило във фонема /l/. Това явление е фиксирано в:
  - скитското племенно название Παραλάται, обозначаващо според Херодот управляващата скитска династия и обяснено от него с помощта на израза Σκύθαι βασιλητοι „царски скити“, съответства на иран. *paradāta- „поставен отпред, назначен по закон“, ср. авест. paraδāta- (почетна титла, букв. поставен отпред).
  - общото самоназвание на скитските племена Σκόλοτοι (Херодот) произлиза от иран. *skuda-ta- „стрелци“ (Szemerényi 1980:17 – 23), където -ta- е показател за събирателност. Производни на дадения етноним са гръцкото название Σκύθαι, в асирийски клинопис Ašgūzai или Išgūzai (ок. 680 г. пр. Хр.), староеврейското אשכנז (Aškenez), библейския епоним на скитите. Това потвърждава, че в дадения етноним първоначално мястото на скитското /l/ се е заемало от зъбно фрикативно /δ/, което се предава с гръцко Θ, асирийско z, староеврейско z.
  - Личното име Λύγδαμις (гр.), Tugdamme (асир.) (7 в. пр. Хр.) < иран. *duɣδa-maišī- „владеещ млечни овце“.
  - В сарматски и осетински иранското *d се е запазило непроменено, както е видно например от гр. Τάναϊς р. Дон, осет. дон < *dānu- „река, течение“.
- Иранско *-ry-, *-ri- > сарматско -l- ~ скитско -ry-, -ri-. Това се вижда от сарматското Άλανοί, Alani „алани, едно от главните сарматски племена“ < иран. *аryāna- (Абаев 1949), осет. фал- (представка) < иран. *pari- (Абаев 1965). В скитски тези съчетания са съхранени без изменение видно от:
  - скит. *anarya- „хермафродит“ (’Ενάρεες – Херодот) < иран. *a-narya- (букв. не-мъжки), староинд. narya- „мъжки“, осет. нæл „мъжкар“.
  - скит. *arya- „арийски, ариец“ (авест. airya-, староперс. ariya-), като част от сложносъставни лични имена: Άρια-πείθης (< индоиран. *arya-paićas- „имащ арийски облик“) и Άρίαντας (< иран. *arya-vant- „ариеподобен“), (Абаев 1949, Абаев 1979, Zgusta 1955).

Тези и други данни (Витчак 1992) говорят за самостоятелността на скитския език от сарматския.

## Контакти с други езици
С посредничеството на скитския език проникват много ирански лексеми в угро-финските, особено много в унгарския, удмуртския и в мордовските езици, и славянските езици. В славянските езици такива са например: *bogъ – „бог“, *rajь – „рай“, *sъto – „сто“, *kǫpati – „къпя“, *gъpanъ – „пан, господин“, *baranъ —„овен“, *toporъ – „топор“, *xvala – „хвала“, *stribogъ – славянски бог на вятъра, *хъrsъ – славянски бог на слънцето, в България се среща като топоним – Хърсово, и др. 